# Нолинский округ
Нолинский округ — административно-территориальная единица Нижегородского края, существовавшая в 1929—1930 годах. Административный центр — город Нолинск.
Нолинский округ был образован в 15 июля 1929 года в составе Нижегородского края.
30 июля 1930 года Нолинский округ, как и большинство остальных округов СССР, был упразднён. Его районы отошли в прямое подчинение Нижегородского края.

## Административное деление
Округ был разделён на 16 районов:
- Богородский,
- Вятско-Полянский,
- Кильмезский,
- Лебяжский,
- Малмыжский,
- Немский,
- Нолинский,
- Сунский,
- Унинский,
- Уржумский,
- Шурминский,
- Тоншаевский,
- Тужинский,
- Шарангский,
- Юмский,
- Яранский.